# Sanguinolaria sanguinolenta
Sanguinolaria sanguinolenta är en musselart som först beskrevs av Gmelin 1791.  Sanguinolaria sanguinolenta ingår i släktet Sanguinolaria och familjen Psammobiidae. Inga underarter finns listade i Catalogue of Life.